# Ad Statuas (Várdomb)
Az Ad Statuas római erődítmény a Tolna vármegyei Várdomb község helyén állott. Az erődítmény Alisca (Őcsény) erődjét védte déli irányból a Mursát (Eszék) Aquincummal (Óbuda, Budapest) összekötő hadiúton. A katonai tábor „Ad Statuas” néven ismert. A fogalom jelentése: „a szobrokhoz”, azonban szobrokról nincs sem írásos, sem tárgyi jel.

## Elhelyezkedése
A katonai tábor a Szekszárdi-dombság és a Duna között egy mélyedés nyugati peremén helyezkedett el. Az északról délre haladó Limesz-út elkerülte a Duna árterét és közvetlenül vezetett az erődhőz.

## Feltárása
A helység nevéből következtethetünk, hogy a Várdombon egy régi erődítmény nyoma még a 18. században is jól felismerhető volt.  Wosinsky Mór a Várdomb északi oldalán végzett ásatásai során épületmaradványokat és cseréptöredékeket tárt fel. Ezek valószínűsítették, hogy ezen a helyen  őrtorony és más katonai célra épített létesítmény állt. Wosinsky az Ad Statuas római katonai táborként azonosította a helyszínt. A tábort Traianus idején 98 – 117 között építették. 1980-ban a Főutcától keletre a helyi italbolttal szemben egy 0,8 x 0,9 méretű faldarab került elő ez nagy valószínűséggel, a garnizon falának a része. Az Ad Statuas antik neve a Római birodalom  legfontosabb birodalmi utainak leírásában az  Itinerarium provinciarum Antonini Augusti -ban jelenik meg a 3, században.